# Other Side of the World
Other Side of the World is een nummer van de Britse zangeres KT Tunstall uit 2005. Het is de tweede single van haar debuutalbum Eye to the Telescope.
"Other Side of the World" gaat over lange afstandsrelaties en de problemen die dat soort relaties met zich meebrengen. Het nummer is gebaseerd op een waargebeurd verhaal van twee vrienden van Tunstall, die een echtpaar vormden, maar de één woonde in Schotland en de ander in de Verenigde Staten.